# Gannis
Gannis (en llatí Gannys) va ser un personatge mencionat amb aquest nom per Dió Cassi, i descrit com un actiu partidari d'Elagàbal, el seu preceptor i guardià, i la persona que amb la seva habilitat i astúcia va aconseguir l'enderrocament de Macrí amb la victoria a la Batalla d'Antioquia. Una vegada al tron Elagàbal, Gannis va ser una de les seves primeres víctimes. Alguns autors defensen que tant ell com Eutiquià Comazon, personatges significats durant el regnat d'Elagàbal, no van ser personatges reals sinó literaris sobre un fons real, ja que Gannis significa "rondinaire" i Comazon era el nom d'un actor i ballarí a Roma, però segurament van existir.